# Anton Kliman
Anton Kliman (Pula, 9. lipnja 1967.), ministar turizma Republike Hrvatske u Vladi Tihomira Oreškovića.

## Životopis
Anton Kliman rođen je u Puli 9. lipnja 1967. godine. Godine 1986. maturirao je u Puli. Godine 2005. diplomirao je na Ekonomskom fakultetu u Zagrebu. Bio je hrvatski branitelj u Domovinskom ratu.
Dopredsjednik je HDZ-a Istarske županije i predsjednik hrvatskog katoličkog zbora Mi. Osim hrvatskoga govori i engleski i talijanski.

## Vanjske poveznice
- Službene stranice Vlade RH